# يهود من أجل يسوع

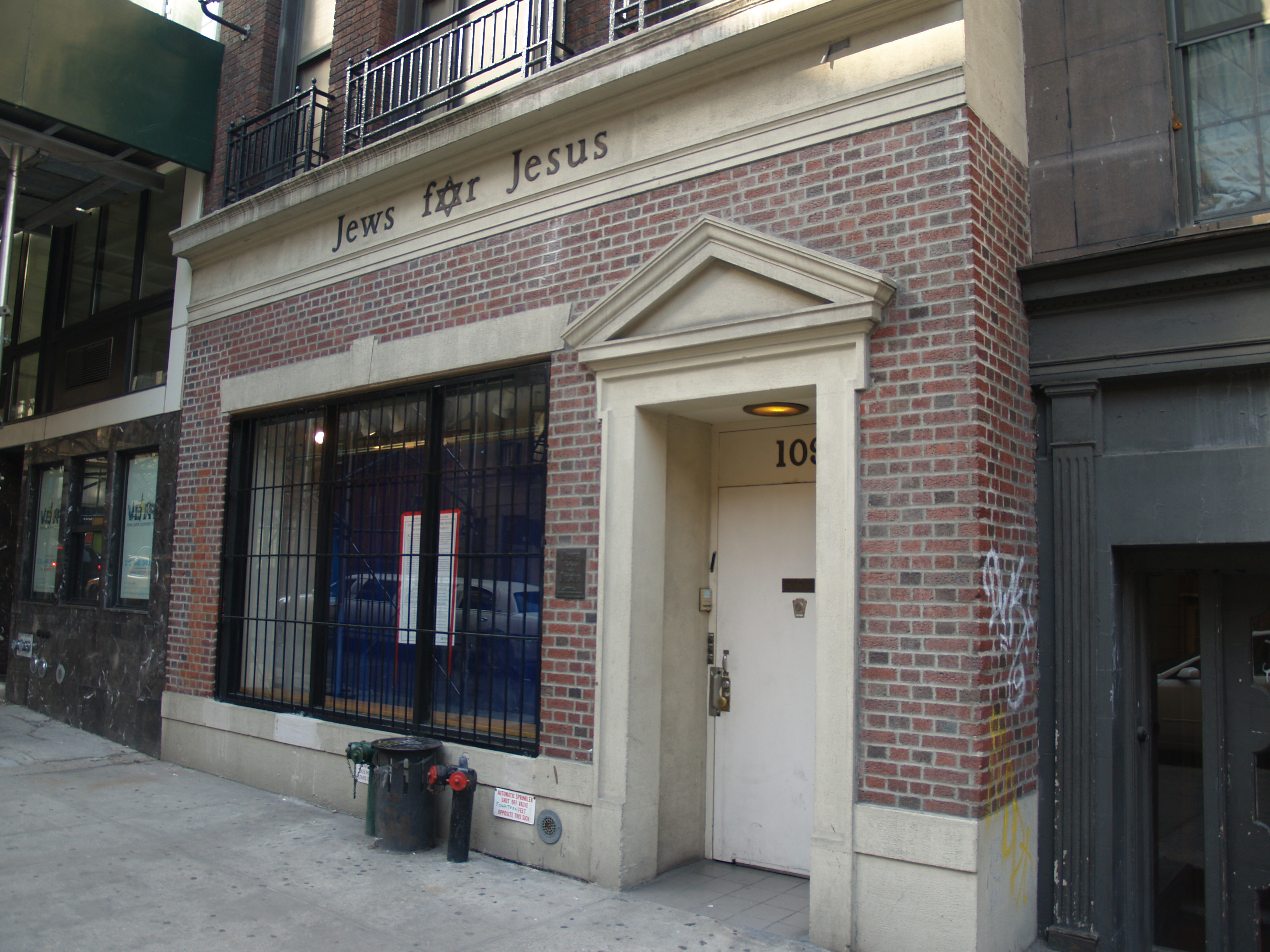
مقر يهود من أجل يسوع في مدينة نيويورك.

يهود من أجل يسوع (بالإنجليزية: Jews for Jesu؛ بالعبرية: יהודים למען ישוע) هي منظمة مسيحية إنجيلية تتبع الطوائف اليهودية المسيانية تركز على تحويل اليهود إلى المسيحية. ومثل اليهود المسيانيين تعتبر حركة يهود من أجل يسوع حركة إنجيلية بروتستانتية تؤكد على العنصر «اليهودي» في الإيمان المسيحي ويتكون أتباعها من اليهود المؤمنين بالمسيح ويعتبر أتباع المنظمة يهود من الناحية العرقية ومسيحيين من الناحية الدينية.
تأسست المنظمة من قبل موشيه روزين في سان فرانسيسكو في عام 1973. يذكر أن موشيه روزين تحول من اليهودية إلى الديانة المسيحية عام 1953. المدير التنفيذي ليهود من أجل يسوع هو ديفيد بريكنر والذي يترأس المنظكو منذ عام 1996.
يؤمن أتباع يهود من أجل يسوع بألوهية يسوع ويعترفون بكونه المسيح ويؤمنون بكافة العقائد المسيحية الرئيسية وأبرزها عقيدة الثالوث وأنّ يسوع هو المسيح الذي انتظره اليهود وفيه تحققت نبؤات العهد القديم. وبعترفون بكل من العهد القديم والجديد كأجزاء من الكتاب المقدس.

## مواقع خارجية
- الموقع الرسميّ
- مواقع يهود من أجل يسوع